# 叶临之
叶临之（1984年—），本名為苏林，中國作家、诗人，其出生于湖南，曾經留学於日本，现居杭州，為中国作家协会会员，以及浙江省作家协会会员。

## 寫作生涯
叶临之所著之中短篇小说见于中国的《上海文学》、《天涯》、《山花》、《作品》、《西部》、《青年文学》、《滇池》、《特区文学》、《文学界》等文学期刊，其诗歌作品及散文见于《诗选刊》、《星星》、《诗歌月刊》、《绿风》等期刊。近年来，文学创作引起国内文学评论界较为广泛的关注，曾获梁斌文学小说奖、浙江省作家协会青年作家奖，入选2014年浙江省“新荷计划”青年作家人才库，《创作与评论》（2014年7期）80文学大展录入有其介绍的专辑。

## 主要作品

### 小说作品
《家丁》、《羽弃生》、《温暖的河》、《寡人》、《人蜗》、《白婚》、《苏君的旅途》、《致秋天微醉的早晨》等等

### 诗歌作品
《女艺人》、《桌上有一只中国画的花瓶》、《白色病房》、《车祸中的荧光》、《日式街道》、《电车》、《面观桃花》、《有关怀旧及飞鸟》、《谈及秋天》、《老家》、《米忆》、《蜻蜓》、《词语》、《看风景》、《望大海如一生波涛汹涌》等等。